# Rubén Sobrino
Rubén Sobrino Pozuelo (Daimiel, Ciudad Real, 1 de junio de 1992), más conocido simplemente como Rubén Sobrino, es un futbolista español que juega de delantero en el Cádiz C. F. de la Segunda División de España.

## Trayectoria

### Categorías inferiores (1999-2012)
Comenzó sus andaduras deportivas en la escuela deportiva de Daimiel en 1998. Tras diez años perteneciendo al equipo de su pueblo fue reclamado por el Real Madrid Castilla para formar parte de sus filas. Así se hizo y se incorporó a las filas del Juvenil B para jugar la temporada 2008-2009.
En su paso por la cantera formó plantilla e incluso disputó partidos de gran importancia. En sus dos temporadas con el Real Madrid C. F. Juvenil "A" (2009-2010 y 2010-2011) pudo alzarse con varios trofeos, uno de ellos, la Copa de Campeones Juvenil de la temporada 2009-2010. Trofeo en el que pudo disputar la final contra el Valencia Club de Fútbol en el que además de compartir campo con jugadores actualmente consagrados como Dani Carvajal o Isco (que jugaba en el equipo rival); pudo marcar el último gol del encuentro (el 1 a 3). Esa misma temporada, el Juvenil A llegó a la final de la Copa del Rey Juvenil de Fútbol, pero el equipo blanco no logró alzarse con la victoria.
En año 2011 se proclamó campeón de la División de Honor Juvenil - Grupo 5 con el Real Madrid C. F. Juvenil "A" por segundo año consecutivo.

### Real Madrid C (2011-2013)
Tras su paso por el Real Madrid C. F. Juvenil "A" llegó el momento de formar plantilla del segundo filial blanco: el Real Madrid Club de Fútbol "C" donde estaría dos temporadas. El club militaba la Tercera División de España.
Su primera temporada empezó de un modo muy positivo, y terminó del mismo modo. A pesar de que habitualmente hace falta un tiempo de adaptación para empezar a cosechar resultados por parte de los equipos filiales, el Real Madrid Club de Fútbol "C" desde un primer momento empezó a obtener puntos logrando terminar en la segunda clasificación. El delantero de Daimiel terminó la temporada con 9 tantos en su haber y esperando obtener un ascenso a la Segunda División B de España en los playoffs. Tras derrotar ampliamente al Villaralvo Club de Fútbol y a pesar de las sensaciones positivas del equipo obtenidas en la segunda ronda eliminatoria contra el Marbella Fútbol Club, donde el conjunto blanco se impuso en ambos partidos, y Rubén dio la victoria a su equipo en el primer partido (fuera de casa) marcando el 1 a 2, el equipo terminó cayendo contra el Club Deportivo Binisalem. Sin embargo, 5 equipos fueron descendidos de la Segunda División B de España y el Real Madrid Club de Fútbol compró una de esas plazas que habían quedado libres por 190 000 euros.
En la temporada siguiente, el club consiguió su mejor temporada histórica no sólo defendiendo la permanencia, sino quedando en quinta división. Rubén alternó en multitud de partidos la titularidad con Raúl de Tomás y su mejor momento llegó en el final de la temporada. El ariete blanco terminó la temporada con 7 dianas en su haber.

### Real Madrid Castilla (2013-2014)
La temporada siguiente, logró más de un objetivo marcado por todos los canteranos. Formar parte de la plantilla del Real Madrid Castilla. Si bien ya pudo debutar contra el Tenerife, de la mano de Alberto Toril el 4 de marzo de 2012, y a pesar de haber sido convocado por el primer filial en otras ocasiones, como en el último encuentro disputado en casa del Real Madrid Castilla contra el Alcorcón, el ascenso era ya total.
Empezó teniendo mayor participación, pero los fichajes del Real Madrid Castilla y la entrada de Raúl de Tomás le hicieron ir desapareciendo progresivamente. Sin embargo, poco a poco fue volviéndose a ganarse un sitio de la mano de José Manuel Díaz Fernández quien sustituyó a Alberto Toril tras ser destituido. Jugó en total 17 partidos, 2 de ellos como titular sumando un total de 454 minutos (estadísticas actualizadas a 3 de mayo de 2014 - Fuente Transfermarkt). Por desgracia, no encontró el gol en ningún partido, aunque si realizó otro tipo de aportaciones. Continúa peleando por evitar el descenso en un Real Madrid Castilla al que muchos le achacan el defecto de ser un equipo con poco gol.

### Real Madrid C.F (Stage Pretemporada 2014)
El día 21 de julio de 2014 es convocado por el primer equipo a manos de Carlo Ancelotti para disputar la International Champions Cup 2014 en la gira americana de pretemporada. Y el día 27 de julio jugó su primer partido con el primer equipo frente al Inter de Milán realizando el ansiado debut. Fue alineado como suplente, entrando en sustitución de Raúl de Tomás.

### SD Ponferradina (2014-2015)
Después de realizar el Stage de pretemporada con el Real Madrid Club de Fútbol es llamado por su exentrenador en el filial madridista José Manuel Díaz para unirse al conjunto leonés en calidad de cedido y de este modo continuar progresión como futbolista en la categoría de plata cosechando minutos en la categoría. En la temporada 2014-2015 convierte 5 goles en la Liga Adelante con la Sociedad Deportiva Ponferradina y se muestra como un jugador de futuro, despertando el interés de varios equipos de categoría superior.

### Manchester City (2015)
El 28 de agosto se hace oficial el fichaje del prometedor delantero por el Manchester City de la Premier League por 550 000 euros más objetivos. Convirtiéndose así en el segundo fichaje español por parte del equipo de Mánchester tras el reciente fichaje de Aleix García del Villarreal C.F.

### Girona FC (2015-2016)
Automáticamente después de ser fichado por el Manchester City es cedido por una temporada al Girona FC.

### Deportivo Alavés (2016-2019)
Después de una gran temporada en el Girona FC, el equipo vitoriano pidió su cesión al Manchester City por una temporada para jugar en la Primera División de España. Así ficharía por el Alavés, a cambio de 2 millones de euros tras una primera temporada como cedido.
La temporada 2018-19 es la tercera de Rubén Sobrino en el Deportivo Alavés, ya consolidado como uno de los delanteros titulares del equipo, y pieza fundamental en el gran arranque del equipo en la Liga.

### Valencia C. F. (2019-2021)
El 31 de enero de 2019, el Valencia C. F. y el Deportivo Alavés alcanzaron un principio acuerdo para su traspaso, que se cerró por algo menos de cinco millones de euros. El futbolista firmó un contrato por lo que restaba de temporada y tres más, hasta junio de 2022.
El 24 de febrero de 2019 jugó su primer partido completo con el Valencia C. F. en la Liga, adonde llegó para ser suplente y reforzar la plantilla que competía por la Liga, la Liga Europa de la UEFA, y la Copa del Rey.

### Cádiz C. F. (2021-)
El 31 de enero de 2021 abandonó el conjunto valencianista para jugar lo que restaba de curso en el Cádiz C. F. en calidad de cedido. Regresó a Valencia al final del mismo, pero antes del cierre del mercado de fichajes volvió al equipo gaditano.

## Clubes
| Club                        | País   | Año       | Partidos | Goles |
| --------------------------- | ------ | --------- | -------- | ----- |
| Escuelas deportivas Daimiel | España | 1999-2008 | -        | -     |
| Real Madrid C. F. "C"       | España | 2011-2013 | 34       | 7     |
| Real Madrid Castilla C. F.  | España | 2013-2014 | 20       | 0     |
| S. D. Ponferradina          | España | 2014-2015 | 42       | 6     |
| Girona F. C.                | España | 2015-2016 | 14       | 2     |
| Deportivo Alavés            | España | 2016-2019 | 71       | 12    |
| Valencia C. F.              | España | 2019-2021 | 35       | 3     |
| Cádiz C. F.                 | España | 2021-     | 160      | 13    |

## Palmarés

### Campeonatos nacionales
| Título                            | Club                        | País   | Año     |
| --------------------------------- | --------------------------- | ------ | ------- |
| División de Honor Juvenil         | Real Madrid C. F. Juvenil A | España | 2009-10 |
| Copa de Campeones Juvenil         | Real Madrid C. F. Juvenil A | España | 2009-10 |
| División de Honor Juvenil Grupo 5 | Real Madrid C. F. Juvenil A | España | 2010-11 |
| Copa del Rey                      | Valencia C. F.              | España | 2018-19 |

### Distinciones individuales
| Distinción                                                                     | Año  |
| ------------------------------------------------------------------------------ | ---- |
| Candidato a Mejor Delantero Centro por los premios Fútbol Draft (lista de 132) | 2011 |